# Pseudoendothyra
Pseudoendothyra es un género de foraminífero bentónico de la subfamilia Pseudostaffellinae, de la familia Ozawainellidae, de la superfamilia Fusulinoidea, del suborden Fusulinina y del orden Fusulinida. Su especie tipo es Fusulinella struvii. Su rango cronoestratigráfico abarca desde el Viseense (Carbonífero inferior) hasta el Sakmariense (Pérmico inferior).

## Discusión
Clasificaciones más recientes incluyen Pseudoendothyra en la superfamilia Ozawainelloidea, y en la subclase Fusulinana de la clase Fusulinata. Clasificaciones más recientes incluyen Pseudoendothyra en la familia Pseudostaffellidae de la superfamilia Staffelloidea. Otras clasificaciones incluyen Pseudoendothyra en la subfamilia Pseudoendothyrinae, de la familia Pseudoendothyridae de la Superfamilia Staffelloidea.

## Clasificación
Se han descrito numerosas especies de Pseudoendothyra. Entre las especies más interesantes o más conocidas destacan:
- Pseudoendothyra struvii

Un listado completo de las especies descritas en el género Pseudoendothyra puede verse en el siguiente anexo.
En Pseudoendothyra se han considerado los siguientes subgéneros:
- Pseudoendothyra (Parastaffella), aceptado como género Parastaffella
- Pseudoendothyra (Palaeostaffella), aceptado como género Palaeostaffella
- Pseudoendothyra (Volgella), también considerado como género Volgella